# Geoffroy V d'Anjou
Geoffroy V d'Anjou, dit le Bel ou Plantagenêt (24 août 1113 – 7 septembre 1151, Château-du-Loir), fut comte d'Anjou, du Maine et de Touraine (1129-1151), et, plus tard, duc de Normandie (1144-1151).

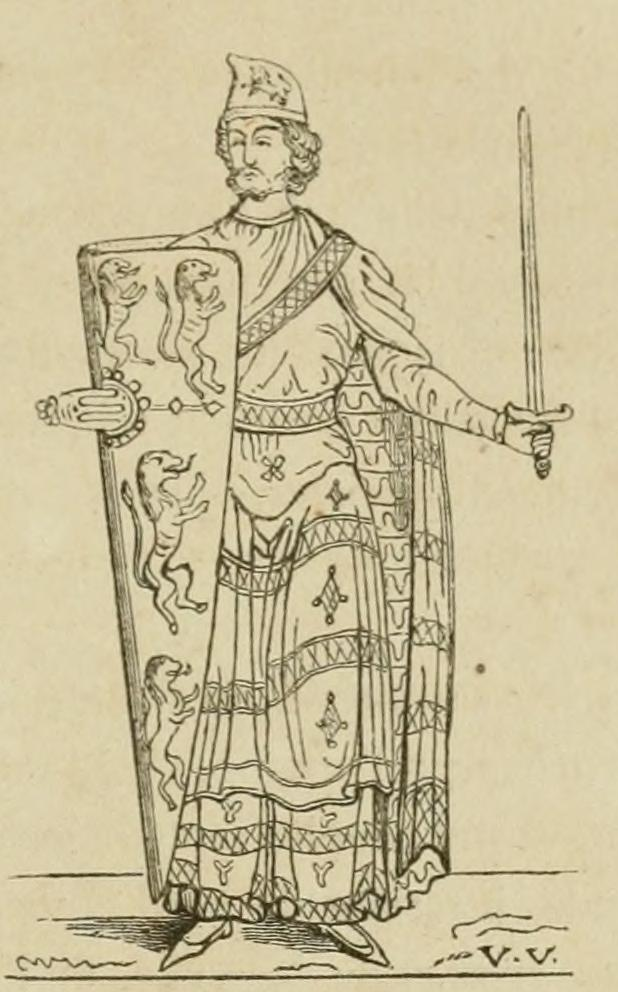
Geoffroy V d'Anjou reproduit par le vicomte de Vaublanc en 1844.

Il est, peut-être, surnommé Plantagenêt à cause du brin de genêt qu'il avait l'habitude de porter à son chapeau, mais, plus sûrement, selon Wace, parce qu'il plantait du genêt et favorisait les bois, friches et forêts où il s'adonnait à la chasse.
Il était le fils de Foulques V († 1143), comte d'Anjou et roi de Jérusalem, issu d'une vieille famille franque, les Ingelgeriens, et d'Erembourge du Maine († 1126), héritière du Maine. Son fils Henri II d'Angleterre est le fondateur de la dynastie royale anglaise des Plantagenêts.

## Biographie

### Mariage et accès au pouvoir
Le 17 juin 1128, à l'âge de 15 ans, il épouse Mathilde l'Emperesse, fille d'Henri Ier d'Angleterre dit Beauclerc, lui-même fils cadet de Guillaume le Conquérant, et veuve d'Henri V empereur du Saint-Empire germanique, en la cathédrale Saint-Julien du Mans. Cette union représente un gage de paix entre l'Anjou et la Normandie, qui avaient été en conflit à de nombreuses reprises au cours du XIe siècle. Mathilde l'Emperesse, plus âgée de onze ans, retourne auprès de son père peu de temps après leur mariage, peu heureux. En 1131, elle se réconcilie avec lui, et leur premier enfant, Henri, naît le 5 mars 1133.
L'année qui suit son mariage, son père est pressenti pour épouser Mélisende de Jérusalem, fille du roi de Jérusalem Baudouin II. Il retourne donc en Terre sainte — où il devient roi —, laissant toutes ses possessions à Geoffroy.

### Conquête de la Normandie
Quand le roi Henri Ier d'Angleterre mourut en 1135, laissant son trône sans héritier mâle, le cousin de Mathilde, Étienne de Blois, s'empara du trône d'Angleterre et, du même coup, du duché de Normandie. Pendant que son épouse Mathilde, nommée par son père héritière légitime du trône, tournait son attention vers l'Angleterre, Geoffroy concentra la sienne sur la conquête de la Normandie. Après une vaine tentative en 1135, il entama, à partir de 1136, une conquête systématique, qui allait durer onze ans. Il fait hommage au roi Louis VI pour le duché, hommage qu'il renouvelle auprès du nouveau roi Louis VII en 1141. Il est maître de Caen, Bayeux, Lisieux, Falaise en 1141. Avranches tombe en 1143 et Arques en 1146.
Les mérites de cette stratégie sont discutés par les historiens, alors que les forces angevines auraient pu être envoyées en Angleterre. Il semble aussi que la possession de la Normandie joua un rôle décisif dans le succès de l'expédition militaire qu'entreprend leur fils Henri pour obtenir la couronne insulaire en 1153, après une vaine tentative en 1149. Avec ces possessions, Geoffroy devient le plus puissant vassal du roi de France. Les rentrées annuelles du trésor normand sont alors évaluées à 260 000 livres tournois, soit autant que le trésor royal. Malgré le titre ducal, il semble que Geoffroy considère alors la Normandie comme une dépendance de l'Anjou. Alors que le denier angevin circulait en Normandie, il fait fermer les ateliers monétaires de Bayeux et Rouen.
Geoffroy réprima aussi trois révoltes de barons en Anjou, contre le vicomte de Thouars Aimery VI en 1129, 1135 et son successeur Guillaume Ier en 1145-1151. Il faudra trois ans de siège, à partir de 1148, pour que tombe la place de Montreuil-Bellay. La menace de rébellion ralentit son avance en Normandie, et semble être une raison de sa non-intervention outre-Manche.
Dans les dernières années de sa vie, il consolida son contrôle sur la Normandie en réformant l'administration du duché. En 1150, il associa Henri à son gouvernement, en l'investissant du duché de Normandie, en omettant toutefois de consulter le roi de France, leur suzerain. Louis VII attaque la Normandie en 1151. En septembre 1151, le conflit se résout grâce à l'intervention de Bernard de Clairvaux. Geoffroy et Henri se rendent alors à la cour de France où le nouveau duc de Normandie prête hommage au roi pour son duché, moyennant la cession à Louis du Vexin normand.

### Mort et mausolée
Au retour de la cour de France, Geoffroy meurt le 7 septembre 1151 à Château-du-Loir (comté du Maine), d'un refroidissement à la suite d'une baignade dans le Loir.
Son corps fut inhumé dans un mausolée impressionnant édifié au sein de la cathédrale du Mans ; « c'était déjà un insigne privilège que d'avoir enterré le comte à l'intérieur des murs de la cité, ce qui ne s'était pas encore fait », selon l'historien Robert Favreau. La plaque tombale en cuivre et émail champlevée, le représentant vêtu d'un manteau à doublure de vair, actuellement conservée au musée Musée Jean-Claude-Boulard Carré Plantagenêt (Le Mans), ciselée peu avant 1160, fut commandée par Guillaume de Passavant, évêque de la ville. C'est la plus grande pièce émaillée (63 × 33 cm) qu'ait laissée le Moyen Âge occidental. Elle célèbre le protecteur des églises : « Par ton épée, prince, la foule des pillards est mise en fuite, et grâce à la paix qui règne, la tranquillité est assurée aux églises ». L'évêque Guillaume établit un chapelain  à l'autel de la chapelle du Crucifix, près du tombeau, afin qu'il célèbre une messe quotidienne pour le comte. En 1161, Henri II fit don à la cathédrale du Mans d'une rente de quarante livres pour que deux prêtres assurent un service (messe) quotidien, pour le salut de l'âme de son père.

## Les Plantagenêts et la geste arthurienne
La dynastie Plantagenêt tenta, par la suite, de récupérer, à des fins politiques, la légende des chevaliers de la Table ronde en établissant un lien avec Arthur. Wace y insiste dans son Roman de Brut, écrit vers le milieu du siècle. Il suivait en cela l'exemple de Geoffroy de Monmouth, qui dédiait déjà à Robert de Gloucester son Histoire des Rois de Bretagne, écrite vers 1138. Les Plantagenêts font grand cas, sur le continent, de l'épée d'Arthur Excalibur, qu'Henri Ier Beauclerc aurait, dit-on, offerte à Geoffroy en 1127, lors de son adoubement. Ceci avant la découverte opportune, en 1191, à l'abbaye de Glastonbury, en Angleterre, sur des indications données avant sa mort par Henri II, de la tombe supposée du roi légendaire.

## Famille et descendance
Le 17 juin 1128 au Mans, il épousa Mathilde l'Emperesse (1102-1167), veuve de l'empereur romain germanique Henri V Saint-Empire, et fille d'Henri Ier d'Angleterre et de Mathilde d'Écosse.
Ils eurent trois fils :
1. Henri (1133-1189), futur comte d'Anjou, du Maine et du Poitou, duc de Normandie et d'Aquitaine, roi d'Angleterre ;
2. Geoffroy Plantagenêt (1134-1158), futur comte d'Anjou, du Maine et de Nantes. Sans descendance ;
3. Guillaume (1136-1164), vicomte de Dieppe. Sans descendance.

Il eut aussi au moins trois enfants illégitimes :
- Hamelin d'Anjou et plus tard de Warenne (vers 1129 – 7 mai 1202), 5e comte de Surrey, peut-être vicomte de Touraine ;
- Emme, épousa Dafydd ab Owain Gwynedd, prince de Galles du Nord en 1174 ;
- Marie († 1216), devint nonne puis abbesse de Shaftesbury vers 1181, elle fut peut-être la poétesse Marie de France.

## Héraldique
Sur la plaque émaillée funéraire de Geoffroy V d'Anjou sont représentées des figures qui semblent être de véritables armoiries, d'azur à six lionceaux d'or. Depuis Louis Bouly de Lesdain, on considère souvent que ce sont les plus anciennes armoiries connues et qu'elles auraient été accordées à Geoffroy lors de son adoubement en 1127 par son beau-père Henri Ier. C'est donc la date souvent retenue pour la naissance des armoiries,, jusqu'aux études de Michel Pastoureau. En effet, celui-ci montre que l'émail représentant Geoffroy Plantagenêt semble avoir été réalisé vers 1160-1165 et le récit de son adoubement, qui mentionne le bouclier aux six lionceaux, a été écrit vers 1170-1175, tandis que son seul sceau conservé, qui date de 1149, n'a pas d'armoiries,,.
Il est donc plus précis de considérer que cet émail funéraire est, selon l'expression de Laurent Hablot, le « plus ancien témoignage de représentation héraldique en couleurs connu ». Même si on date cette œuvre plutôt des années 1150, elle traduit l'influence anglo-normande sur les comtes d'Anjou,. C'est ici un cas où l'époux, Geoffroy Plantagenêt, adopte l'emblème familial de son épouse, Mathilde l'Emperesse, prestigieuse fille de roi, afin de revendiquer l'héritage.